# KISH
KISH（102.9 FM）是位于关岛的一个广播电台，也是第一个完全播放查莫罗语的音乐电台。由跨岛通信开办，发射台位于阿加尼亚，在2003年5月16日开播。